# Авъл Плавций
Вижте пояснителната страница за други личности с името Авъл Плавций.
Авъл Плавций (на латински: Aulus Plautius) e политик, сенатор и военен на ранната Римска империя и завоевател на Британия и първият управител на новата провинция от 43 до 47 г.

## Биография
Син е на Авъл Плавций (консул 1 пр.н.е.) и Вителия, далечна леля на император Вителий. Неговата по-далечна леля Ургулания e приятелка със съпругата на императора Ливия Друзила. Брат е на Квинт Плавций (консул 36 г. и баща на Плавций Латеран), и на Плавция, която е съпруга на Публий Петроний и майка на Петрония и Тит Петроний Арбитер и на Публий Петроний Турпилиан (консул 61 г.).
През 29 г. Плавций става суфектконсул заедно с Луций Ноний Аспренат. От 36 или 39 до 42 г. е управител на провинция Панония. През 43 г., по нареждане на Клавдий, Плавций води войска от четири легиона и завоюва Британия. Той става първият управител на новата провинция и през 47 г. се връща в Рим, където празнува овация.
Съпругата му Помпония Грецина, дъщеря на Публий Помпоний Грецин (суфектконсул 16 г.) и Асиния, е обвинена през 57 г. за „чуждо суеверие“. Плавций я защитава успешно пред домашния съд. Вероятно Помпония е била привърженичка на християнството.

### В литературата и киното
- Авъл Плавций е герой в романа Quo vadis на Хенрик Сенкевич.
- За него и Помпония се разказва и във филма от 1951 г. Quo vadis?.
- Един от главните герои в сериала "Британия".